# تالسی جیری
تالسی جیری (نپالی: तुल्सी गिरी؛ (زادهٔ ۲۶ سپتامبر ۱۹۲۶ – درگذشته ۱۸ دسامبر ۲۰۱۸) یک سیاست‌مدار اهل نپال بود. وی در سه دوره در سال‌های ۱۹۶۳، ۱۹۶۴–۱۹۶۵ و از ۱۹۷۵–۱۹۷۷ نخست‌وزیر این کشور بود. تالسی جیری در ۱۸ دسامبر ۲۰۱۸، در سن ۹۲ سالگی درگذشت.